# Battle of Omega
Battle of Omega é um single de Hironobu Kageyama lançado pela Lantis em 22 de dezembro de 2010 que possui quatro faixas.

## Produção
A faixa-título chegou a ser disponibilizada antes do lançamento do single em si na demo do jogo para o qual foi composta. A composição de ambas as faixas ficou sob a responsabilidade de Kenji Yamamoto, creditado com sua pseudônimo Kenz. Tanto ele quanto a letrista Yuriko Mori já haviam trabalhado em incontáveis projetos de músicas de anime, incluindo canções da franquia Dragon Ball.

## Recepção
O single chegou à 153ª posição no Oricon Singles Chart.
Ao analisar a música, Mike Labrie, do Kanzenshuu, inicialmente criticou a decisão de rejuvenescer o cantor no encarte traseiro do single, dizendo que não há necessidade de se esconder a idade do artista. Sobre a faixa-título, a compara com outras canções da franquia cantadas por Kageyama, como "Super Survivor" e Ore wa Tokoton Tomaranai!!", chegando até a dizer que dá para usar as letras da última por cima desta sem grandes mudanças. Ele elogia a pegada rock e defende que, mesmo que a música não esteja tentando revolucionar nada, ainda passa a sensação de uma novidade bem-vinda. Ele também elogia algumas rimas feitas em inglês. Já sobre "Hyper Crazy", ele até elogia o refrão, mas não considera a canção marcante.

## Legado
A faixa-título foi composta para o jogo Dragon Ball: Raging Blast 2.

## Faixas
| N.º            | Título                           | Letras         | Música         | Arranjo        | Duração |  |
| 1.             | "Battle of Omega"                | Yuriko Mori    | Kenz           | Kenz           | 3:46    |  |
| 2.             | "Hyper Crazy"                    | Y. Mori        | Kenz e cAnON.  | Kenz e cAnON.  | 4:35    |  |
| 3.             | "Battle of Omega (instrumental)" | instrumental   | Kenz           | Kenz           | 3:46    |  |
| 4.             | "Hyper Crazy (instrumental)"     | instrumental   | Kenz e cAnON.  | Kenz e cAnON.  | 4:32    |  |
| Duração total: | Duração total:                   | Duração total: | Duração total: | Duração total: | 16:39   |  |